# Juniorvärldsmästarskapen i schack

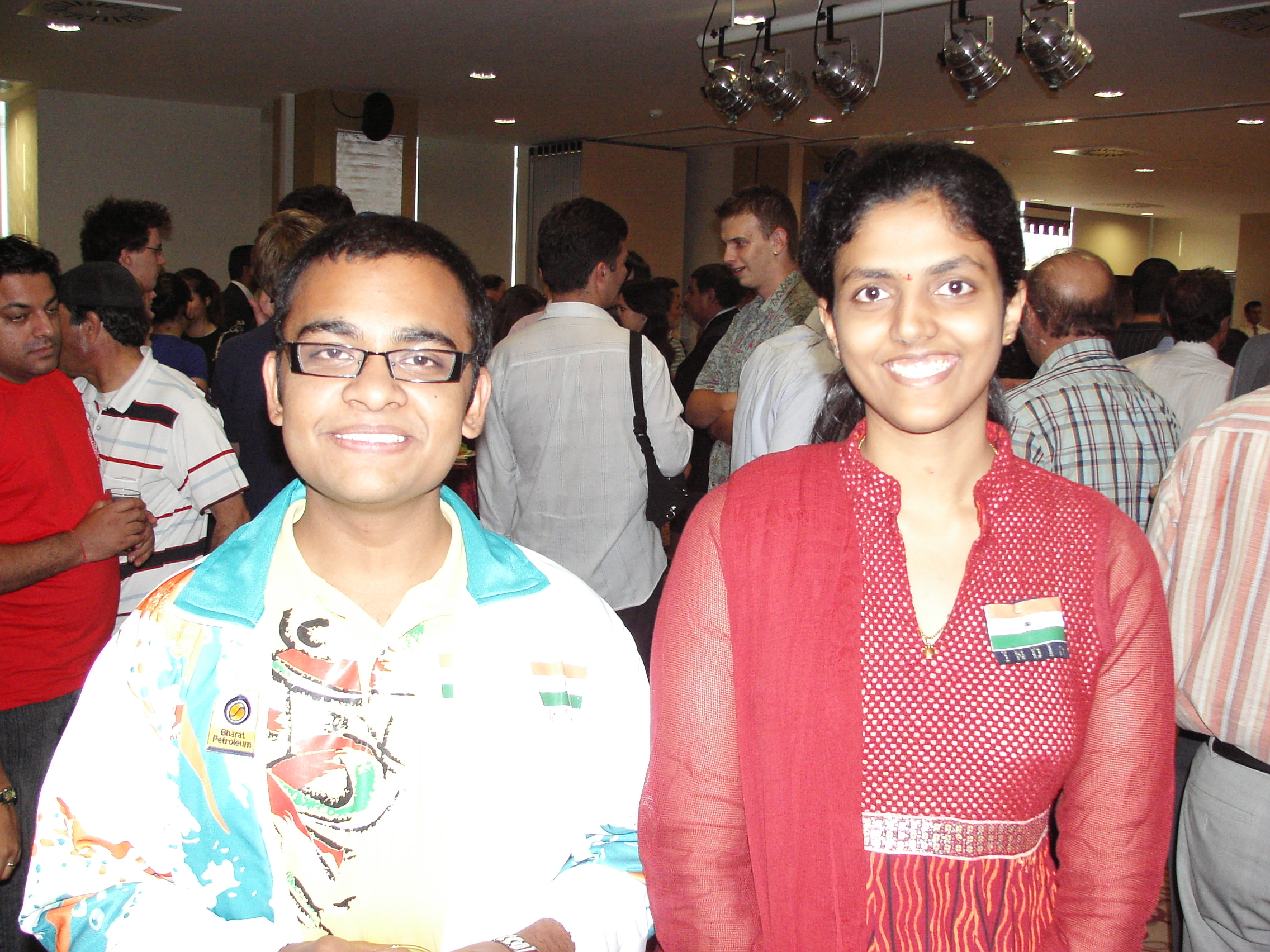
Abhijeet Gupta och Harika Dronavalli vann juniorvärldsmästarskapen i schack år 2008.

Juniorvärldsmästarskapen i schack är en schackturnering för spelare under 20 år som organiseras av det internationella världsschackförbundet (FIDE).
Deltagarna skall vara under 20 år den 1 januari det år turneringen avhålls.  
Turneringen avhölls för första gången år 1951 i Birmingham och vartannat år till 1973 och därefter årligen. En separat turnering för kvinnor har avhållits sedan 1985. 
Deltagarna seedas efter sin Elo-rating och resultat i tidigare mästarskap. Vinnaren i den öppna klassen blir stormästare (GM) om han eller hon inte redan är det och vinnaren av damtävlingen blir stormästare för kvinnor (WGM).

## Juniorvärldsmästare efter år

### Öppen klass
| År   | Världsmästare          | Land           |
| ---- | ---------------------- | -------------- |
| 2023 | Marc'Andria Maurizzi   | Frankrike      |
| 2022 | Abdulla Gadimbayli     | Azerbajdzjan   |
| 2019 | Evgeny Shtembuliak     | Ukraina        |
| 2018 | Parham Maghsoodloo     | Iran           |
| 2017 | Aryan Tari             | Norge          |
| 2016 | Jeffery Xiong          | USA            |
| 2015 | Mikhail Antopov        | Ryssland       |
| 2014 | Lu Shanglei            | Kina           |
| 2013 | Yu Yangyi              | Kina           |
| 2012 | Alexander Ipatov       | Ukraina        |
| 2011 | Dariusz Świercz        | Polen          |
| 2010 | Dmitrij Andrejkin      | Ryssland       |
| 2009 | Maxime Vachier-Lagrave | Frankrike      |
| 2008 | Abhijeet Gupta         | Indien         |
| 2007 | Ahmed Adly             | Egypten        |
| 2006 | Zaven Andriasian       | Armenien       |
| 2005 | Şähriyar Mämmädyarov   | Azerbajdzjan   |
| 2004 | Pentala Harikrishna    | Indien         |
| 2003 | Şähriyar Mämmädyarov   | Azerbajdzjan   |
| 2002 | Levon Aronian          | Armenien       |
| 2001 | Peter Acs              | Ungern         |
| 2000 | Lázaro Bruzón          | Kuba           |
| 1999 | Aleksander Galkin      | Ryssland       |
| 1998 | Darmen Sadvakasov      | Kazakstan      |
| 1997 | Tal Shaked             | USA            |
| 1996 | Emil Sutovskij         | Israel         |
| 1995 | Roman Slobodjan        | Tyskland       |
| 1994 | Helgi Grétarsson       | Island         |
| 1993 | Igor Miladinovic       | Jugoslavien    |
| 1992 | Pablo Zarnicki         | Argentina      |
| 1991 | Vladimir Akopjan       | Armenien       |
| 1990 | Ilya Gurevich          | USA            |
| 1989 | Vasil Spasov           | Bulgarien      |
| 1988 | Joel Lautier           | Frankrike      |
| 1987 | Viswanathan Anand      | Indien         |
| 1986 | Walter Arencibia       | Kuba           |
| 1985 | Maxim Dlugy            | USA            |
| 1984 | Curt Hansen            | Danmark        |
| 1983 | Kiril Georgiev         | Bulgarien      |
| 1982 | Andrej Sokolov         | Sovjetunionen  |
| 1981 | Ognjen Cvitan          | Jugoslavien    |
| 1980 | Garri Kasparov         | Sovjetunionen  |
| 1979 | Yasser Seirawan        | USA            |
| 1978 | Sergej Dolmatov        | Sovjetunionen  |
| 1977 | Artur Jussupow         | Sovjetunionen  |
| 1976 | Mark Diesen            | USA            |
| 1975 | Valerij Tsjekhov       | Sovjetunionen  |
| 1974 | Anthony Miles          | Storbritannien |
| 1973 | Aleksander Beljavskij  | Sovjetunionen  |
| 1971 | Werner Hug             | Schweiz        |
| 1969 | Anatolij Karpov        | Sovjetunionen  |
| 1967 | Julio Kaplan           | Puerto Rico    |
| 1965 | Bojan Kurajica         | Jugoslavien    |
| 1963 | Florin Gheorghiu       | Rumänien       |
| 1961 | Bruno Parma            | Jugoslavien    |
| 1959 | Carlos Bielicki        | Argentina      |
| 1957 | William Lombardy       | USA            |
| 1955 | Boris Spasskij         | Sovjetunionen  |
| 1953 | Oscar Panno            | Argentina      |
| 1951 | Borislav Ivkov         | Jugoslavien    |

### Damer
| År   | Verdensmester           | Land           |
| ---- | ----------------------- | -------------- |
| 2023 | Candela Belén Francisco | Argentina      |
| 2022 | Govhar Beydullayeva     | Azerbajdzjan   |
| 2019 | Polina Shuvalova        | Ryssland       |
| 2018 | Aleksandra Maltsevskaya | Ryssland       |
| 2017 | Zhansaya Abdumalik      | Kazakstan      |
| 2016 | Dinara Saduakassova     | Kazakstan      |
| 2015 | Natalija Buksa          | Ukraina        |
| 2014 | Aleksandra Goryachkina  | Ryssland       |
| 2013 | Aleksandra Goryachkina  | Ryssland       |
| 2012 | Guo Qi                  | Kina           |
| 2011 | Deysi Cori              | Peru           |
| 2010 | Anna Muzytjuk           | Slovenien      |
| 2009 | Soumya Swaminathan      | Indien         |
| 2008 | Dronavalli Harika       | Indien         |
| 2007 | Vera Nebolsina          | Ryssland       |
| 2006 | Yang Shen               | Kina           |
| 2005 | Elisabeth Pähtz         | Tyskland       |
| 2004 | Ekaterina Korbut        | Ryssland       |
| 2003 | Nana Dzagnidze          | Georgien       |
| 2002 | Zhao Xue                | Kina           |
| 2001 | Humpy Koneru            | Indien         |
| 2000 | Xu Yuanyuan             | Kina           |
| 1999 | Maria Kouvatsou         | Grekland       |
| 1998 | Hoang Thang Trang       | Vietnam        |
| 1997 | Harriet Hunt            | Storbritannien |
| 1996 | Zhu Chen                | Kina           |
| 1995 | Nino Khurtsidze         | Georgien       |
| 1994 | Zhu Chen                | Kina           |
| 1993 | Nino Khurtsidze         | Georgien       |
| 1992 | Krystina Dabrowska      | Polen          |
| 1991 | Natasa Bojkovic         | Jugoslavien    |
| 1990 | Ketevan Kakhiani        | Sovjetunionen  |
| 1989 | Ketevan Kakhiani        | Sovjetunionen  |
| 1988 | Alisa Galliamova        | Sovjetunionen  |
| 1986 | Ketevan Arakhamia       | Sovjetunionen  |